# Androsace heeri
Androsace heeri là một loài thực vật có hoa trong họ Anh thảo. Loài này được W.D.J.Koch mô tả khoa học đầu tiên năm 1844.